# Direito hebraico

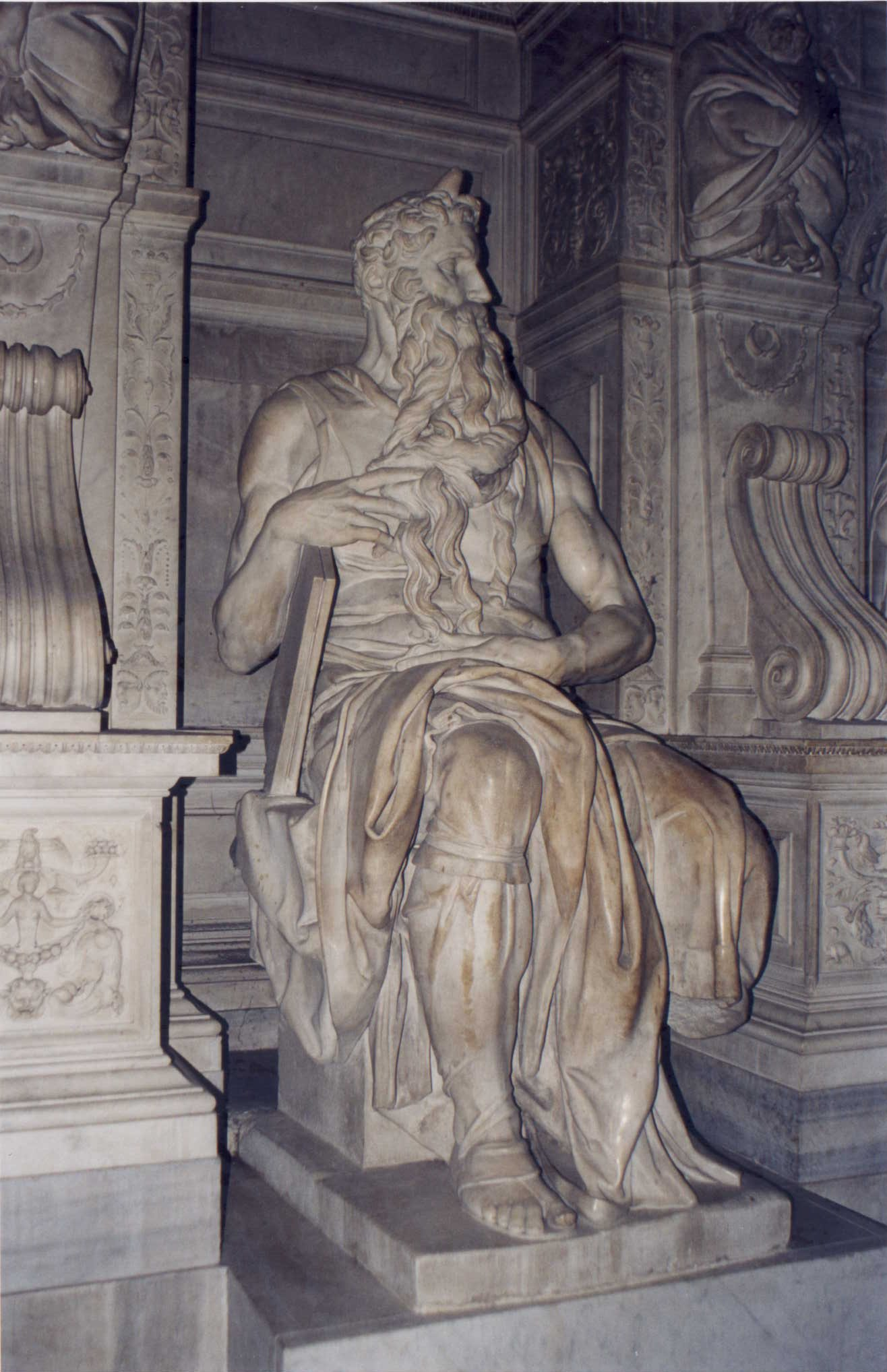
Escultura de Moisés de Michelangelo Buonarrotti

O direito hebraico é um direito religioso. Direito dado, segundo a crença do povo hebraico (judeu e samaritano), pela deidade desse povo, e desde o principio é, segunda a crença particular, imutável, que só seu deus o pode modificar, ideia similar que reencontraremos no direito canônico e no direito muçulmano. Os intérpretes, mais especialmente os rabinos, podem  interpretá-lo para o adaptar à evolução social, no entanto, eles nunca o podem modificar. Há uma espécie de  aliança entre YHWH e o povo que ele escolheu, o Decálogo, ditado a Moisés, é a Aliança do Sinai, o Código da Aliança, o Deuteronômio é também uma forma de aliança.

## Origem
Sua origem partiu dos Hebreus, que porventura viviam em tribos, nômades, conduzidas por chefes. Eles atravessam Canaã – região onde atualmente se encontra Israel – na época de Hamurabi, penetram no Egito, retornam (o Êxodo) à região e instalam-se aí entre os Hititas e os Egípcios.
O Êxodo, segundo a tradição , é a fuga do povo hebreu da perseguição e da escravidão faraônica no Egito, foi comandado por Moisés, grande líder e legislador segundo a perspectiva das religiões hebreias.
Na época em que viveu Moisés, assim como o período histórico do Êxodo, ainda é um problema para os historiadores. Uma corrente defende que o faraó opressor dos hebreus teria sido Ramessés II e o faraó do êxodo, seu sucessor Merneptá, por volta de 1230 a.C.

## Fonte
Sua fonte vem da Tanaque, que são uma coleção de livros sagrados e dentre eles há a Torá ("Lei"), revelada, segunda a crença, por Deus aos Israelitas. Compreende (na sua parte pré-cristã, isto é, o Antigo Testamento) três grupos de livros.

## Descrição
Na Bíblia, encontramos o Pentateuco, que recebe pelos Judeus o nome de Torá. Os escritos referem-se à leis reveladas por Deus, a compilação dessas sendo atribuída, segundo a tradição judaica, a Moisés - sendo casualmente denominada como as "Leis de Moisés". Compõe-se de cinco Livros:
- Génese (a Criação, a vida dos patriarcas);
- o Êxodo (estadia no Egito e volta à Canaã);
- o Levítico (livro de prescrições religiosas e culturais);
- o Números (senso da população; sobretudo a organização da força material);
- o Deuteronômio (que complementa os quatro livros precedentes);

O Código da Aliança, conservado no Êxodo (XX, 22, a XXIII, 33); pela sua forma e pelo seu fundo, tem um texto que assemelha-se às codificações mesopotâmicas e hititas, nomeadamente ao Código de Hamurabi. A Thora conservou uma autoridade considerável, mesmo nos nossos dias; qualquer interpretação do direito hebraico apoia-se num versículo  da Bíblia.
A Bíblia, além de fonte formal de direito, também ainda é a principal fonte histórica para conhecimento do povo hebreu.

## Sentença
Conforme se deduz da leitura do Levítico, o apedrejamento era o modo ordinário de se aplicar a pena capital, prescrita pela lei dos hebreus: "Fala aos filhos de Israel nestes termos: quem ultraja o seu Deus, suportará o castigo do seu delito. Aquele que proferir blasfêmias contra o nome do Senhor, será punido com a morte e toda a congregação o apedrejará. Quer seja estrangeiro, quer seja natural do país, se proferir blasfêmias contra o nome do Senhor, será punido com a morte" (24:15,16).
Os hebreus arrancavam todas as roupas do condenado á lapidação, exceto uma faixa, que lhe cingia os rins. Depois a primeira testemunha o arremessava ao solo, do alto de um   tablado com dez pés de altura. E a segunda  testemunha, lançando uma pedra, queria atingi-lo no peito, bem acima do coração. Se este ato não lhe desse a morte, as outras pessoas ali presentes o cobriam de pedradas, até o momento da morte do condenado.
Cumprida a sentença, o cadáver era queimado ou   dependurado numa árvore.
Uma testemunha apenas não leva á pena de morte: "Todo homem que matar outro, será morto, ouvidas as testemunhas, mas uma só testemunha não pode em seu depoimento condenar." (Num. 35:30).
A lei hebraica também condenava a serem lapidados os que não guardavam o dia de sábado. O Números é o livro da Bíblia que relata a história do povo hebreu, desde os episódios do monte Sinai até o começo de sua fixação na "terra prometida", mas é também uma obra onde aparece, de modo eloquente, toda a severidade de Moisés na aplicação da pena de morte: "Durante a sua permanência no deserto, os filhos de Israel encontraram um homem a apanhar lenha, em dia de sábado. Os que o encontraram a apanhar lenha, conduziram-no à presença de Moisés e de Aarão, diante de toda a congregação. Meteram-lo em prisão, porque não fora ainda declarado o que se lhe deveria fazer. Então o Senhor disse a Moisés: 'Esse homem deve ser punido com a morte, toda a congregação o apedrejará fora do acampamento'. E toda a congregação o levou para fora do acampamento, apedrejando-o até morrer, como o Senhor tinha ordenado a Moisés (Num 15:32, 33, 34, 35, 36).
Outra forma de aplicar a pena de morte era o enforcamento, também descrito no Números: Quando os israelitas se estabeleceram em Sitim, perto das fronteiras de Jericó, eles cometeram os maiores excessos sexuais com as mulheres da terra de Moab. Ajoelharam-se diante dos ídolos dessas mulheres e renderam culto a Baal-Fagor (ou Baal-Peor), o deus da luxúria. Por causa disso, segundo informa o livro Números, "a cólera do senhor inflamou-se sobre Israel". E  o Altíssimo ordenou a Moisés: "-Reúna todos os chefes do povo e manda-os enforcar, perante o Sol, em nome do Senhor, para que a ira divina se afaste de Israel" ; "Então Moisés disse aos juízes de Israel: Mate cada um os seus homens que se juntaram a Baal-Peor." (Num 25:1,2,3,4,5)